# Bülent Çiftlik
Bülent Çiftlik (* 3. Mai 1972 in Hamburg) ist ein ehemaliger deutscher Politiker, der 2008 für die SPD in die Hamburgische Bürgerschaft gewählt wurde. Nach dem Vorwurf der Vermittlung einer Scheinehe verließ Çiftlik Anfang Juli 2010 die SPD-Fraktion und mit Ablauf der Legislaturperiode im Februar 2011 auch die Bürgerschaft. Er wurde zu einer Freiheitsstrafe von zweieinhalb Jahren ohne Bewährung verurteilt, die im Dezember 2018 rechtskräftig wurde.

## Leben
Bülent Çiftlik ist Sohn türkischer Einwanderer, die im Jahr 1963 nach Deutschland kamen. Er wurde in Hamburg geboren, besuchte dort die Schule und machte sein Abitur. Anschließend absolvierte er ein Studium der Politikwissenschaft in Hamburg und Manhattan (US-Bundesstaat Kansas). Ab Januar 2001 war Çiftlik als politischer Referent und von 2004 bis 2010 als Pressesprecher der SPD Hamburg tätig. Im Jahr 2002 wurde Çiftlik in den Vorstand des Distrikts Flottbek-Othmarschen gewählt. Zwei Jahre später wurde er in den Vorstand des Kreisverbands Altona gewählt und im April 2008 übernahm er den Vorsitz des Distrikts Flottbek-Othmarschen.
Bei der Bürgerschaftswahl 2008 konnte er sich aufgrund des neuen Landeswahlrechts und eines engagierten Wahlkampfs im Wahlkreis Altona gegen den ehemaligen Fraktionsvorsitzenden Walter Zuckerer durchsetzen, obwohl ihn seine Partei nur auf Platz 4 gesetzt hatte. In der Bürgerschaft saß er für seine Fraktion im Eingabenausschuss, Familien-, Kinder- und Jugendausschuss sowie im Sozial- und Gleichstellungsausschuss. Zudem war er Fachsprecher für Migration, Flüchtlinge und Ausländer.
Am 5. November 2010 wurde Çiftlik nach einem Parteiordnungsverfahren aus der SPD ausgeschlossen. Er kündigte an, gegen die Entscheidung Berufung einzulegen. Am 5. Januar 2011 wurde der Parteiausschluss von der Landesschiedskommission der Hamburger SPD und am 26. April 2011 auch von der Bundesschiedskommission der Partei bestätigt. Çiftlik klagte vor dem Berliner Kammergericht gegen seinen Parteiausschluss und bekam zunächst Recht. Das Urteil des Kammergerichts vom 10. September 2013 wurde vom Bundesverfassungsgericht aufgehoben, da es in verfassungsrechtlich unzulässiger Weise in das Grundrecht der Beschwerdeführerin aus Art. 3 Abs. 1 GG in seiner Ausprägung als Willkürverbot eingreife.

## Strafverfahren
Nachdem die Staatsanwaltschaft Hamburg gegen Çiftlik Ermittlungen wegen des Verdachts der Vermittlung einer Scheinehe aufgenommen hatte, wurde er am 30. Mai 2009 mit sofortiger Wirkung von seinem Amt als Pressesprecher der Hamburger SPD beurlaubt. Es gilt als erwiesen, dass Çiftlik im Jahr 2007 seine Ex-Freundin angestiftet hat, zum Schein sowie gegen Erhalt von 7.000 € einen türkischen Bekannten zu heiraten, um ihm ein dauerhaftes Aufenthaltsrecht in Deutschland zu ermöglichen. Von dem Geld habe Çiftlik 3.000 Euro für seinen Bürgerschaftswahlkampf im Jahr 2008 herangezogen. Die Staatsanwaltschaft erhob am 5. Januar 2010 beim Amtsgericht Hamburg-St. Georg Anklage wegen des Verstoßes gegen das Aufenthaltsgesetz im Sinne der Anbahnung einer Scheinehe, im April 2010 wurde das Hauptverfahren eröffnet. Am 28. Juni 2010 wurde er zur Zahlung einer Geldstrafe in Höhe von 12.000 Euro (150 Tagessätze zu je 80 Euro) verurteilt. SPD-Landeschef Olaf Scholz forderte Çiftlik deshalb auf, sein Mandat niederzulegen und die Partei zu verlassen. Daraufhin verließ er zwar die Fraktion, behielt aber Parteibuch und Mandat. Gegen das Urteil des Amtsgerichts Hamburg gingen sowohl Çiftlik als auch die Staatsanwaltschaft in Berufung.
Im Zuge einer Hausdurchsuchung waren die Ermittler auf Beweise für die Manipulation von Briefwahlunterlagen gestoßen. Um seinen Einzug ins Hamburger Parlament zu befördern, habe Çiftlik vier seiner Wahlhelfer in mindestens 56 Fällen angestiftet, die Namen von Klingelschildern türkischstämmiger Deutscher aus dem Wahlbezirk aufzuschreiben und für die betreffenden Bürger ohne deren Wissen Unterlagen zur Briefwahl anzufordern. Zehn Tage vor der Bürgerschaftswahl am 24. Februar 2008 tauchten im Bezirksamt Altona sodann ca. 150 Briefwahlanträge mit gefälschten Unterschriften auf. In der Zeit von Dezember 2007 bis zum 15. Februar 2011 habe Çiftlik darüber hinaus versucht, den Scheinehe-Prozess zu manipulieren, indem er mittels Spionagesoftware das Passwort für das E-Mail Konto der verehelichten Frau ausspähte, um sodann ohne deren Wissen in ihrem Namen Nachrichten zu verschicken und so den Verdacht auf sie zu lenken. Zudem habe er mehrere Personen angestiftet, ihn durch Falschaussagen zu entlasten. Am 14. Januar 2011 teilte die Hamburger Staatsanwaltschaft nunmehr mit, dass gegen Çiftlik u. a. wegen des Verdachts der Urkundenfälschung in mehreren Fällen sowie der Anstiftung zur Urkundenfälschung ein Ermittlungsverfahren eröffnet wurde. Darüber hinaus wurde Çiftlik im Februar 2011 wegen Körperverletzung angezeigt, nachdem er einen Belastungszeugen ohrfeigte. Am 15. März 2011 wurde gegen ihn schließlich die Untersuchungshaft verhängt und am 21. März 2011 beim Landgericht Hamburg Anklage erhoben. Anfang Juli 2011 entschied das Hanseatische Oberlandesgericht jedoch, den Vollzug des Haftbefehls trotz bestehender Verdunkelungsgefahr unter Auflagen und gegen Kaution auszusetzen, da das Hauptverfahren nach über dreimonatiger Untersuchungshaft noch nicht eröffnet war und der weitere Vollzug der Untersuchungshaft daher unverhältnismäßig sei.
Das Landgericht Hamburg eröffnete nunmehr am 7. Juli 2011 das Hauptverfahren wegen Urkundenfälschung in mehreren Fällen, Anstiftung zur Urkundenfälschung, Nötigung, Anstiftung zur uneidlichen Falschaussage und Körperverletzung sowie das Berufungsverfahren wegen Verstoßes gegen das Aufenthaltsgesetz und des Ausspähens von Daten. Die Verfahren wurden offenbar verbunden. Am 6. Juni 2013 erfolgte nach mehr als einjähriger Hauptverhandlung die Aussetzung des Strafprozesses, da Çiftlik von einer im März unternommenen Geschäftsreise nach Indien nicht zurückgekehrt war und das Gericht nicht feststellen konnte, dass Çiftlik eigenmächtig der Hauptverhandlung ferngeblieben ist. Çiftlik hatte behauptet, die indische Polizei hätte aufgrund der Beteiligung an einem Verkehrsunfall seinen Reisepass beschlagnahmt und ihn damit an der Ausreise gehindert. Çiftlik wurde nunmehr am 19. Juni 2017 zu einer Freiheitsstrafe von zweieinhalb Jahren ohne Bewährung verurteilt. Sechs Monate davon wurden wegen der langen Verfahrensdauer auf die Haftstrafe angerechnet. Gegen das Urteil legte Çiftlik Revision zum Bundesgerichtshof ein. Die Revision wurde im Dezember 2018 verworfen.

## Einzelbelege
1. ↑  Bülent Ciftlik verlässt die SPD-Bürgerschaftsfraktion. Presseerklärung vom 1. Juli 2010. In: www.spd-fraktion-hamburg.de. SPD-Fraktion Hamburg, 1. Juli 2010, ehemals im Original (nicht mehr online verfügbar); abgerufen am 11. April 2024. (Seite nicht mehr abrufbar. Suche in Webarchiven)
2. 1 2  Vorwurf der Scheinehe: Bülent C. muss in Haft bleiben
3. ↑  Der Barack Obama von Altona in Süddeutsche Zeitung vom 1. März 2008
4. ↑  Bülent Çiftlik, Bürgerschaftswahl Hamburg 2008, Wahlkreis Altona, Listenplatz 4 auf abgeordnetenwatch
5. ↑  Hamburger SPD schließt Ciftlik aus (Memento vom 28. Januar 2011 im Internet Archive) vom 5. November 2010
6. ↑  SPD-Schiedskommission bestätigt Ausschluss von Bülent Ciftlik. mobil.abendblatt.de, 5. Januar 2011, abgerufen am 9. Dezember 2014.
7. ↑  Gerichtsbeschluss: Ciftlik bleibt SPD-Mitglied Hamburger Morgenpost (Website) vom 11. September 2013
8. ↑  BVerfG: Entscheidung. In: Website. BVerfG, abgerufen am 29. Dezember 2020.
9. ↑  „Obama“ steht am Pranger. TAZ, 2. Juni 2009, abgerufen am 19. Juni 2017.
10. ↑   Bei Verurteilung Rausschmiss. TAZ, 27. Mai 2010, abgerufen am 19. Juni 2017.
11. ↑  Hamburger SPD-Abgeordneter wegen Vermittlung einer Scheinehe verurteilt vom 29. Juni 2010
12. ↑  Hamburger SPD fordert Nachwuchspolitiker zum Austritt auf in Spiegel Online vom 29. Juni 2010
13. ↑  Staatsanwaltschaft öffnet die Akte Bülent Ciftlik. WeltN24 GmbH, 13. Juli 2011, abgerufen am 19. Juni 2017.
14. ↑  Bülent Ciftlik erneut auf der Anklagebank – Wirbel um eine bereinigte Anklage. TAZ, 26. Oktober 2011, abgerufen am 19. Juni 2017.
15. ↑  Körperverletzung? Neue Ermittlung gegen Bülent Ciftlik. Hamburger Abendblatt, 18. Februar 2011, abgerufen am 19. Juni 2017.
16. ↑  Körperverletzung? Ex-SPD-Sprecher Bülent Ciftlik sitzt in U-Haft. Morgenpost Verlag GmbH, 16. März 2011, abgerufen am 19. Juni 2017.
17. ↑  Hanseatisches Oberlandesgericht bestätigt dringenden Tatverdacht gegen Bülent Ciftlik – Angeschuldigter von weiterer Untersuchungshaft verschont. Pressestelle des Hanseatischen Oberlandesgerichts, 4. Juli 2011, archiviert vom Original am 23. Oktober 2016; abgerufen am 19. Juni 2017.
18. ↑  Prozess gegen Bülent Ciftlik. Deutschlandradio, 9. Februar 2012, abgerufen am 19. Juni 2017.
19. ↑  Ex-SPD-Sprecher zu langer Haftstrafe verurteilt. WeltN24 GmbH, 19. Juni 2017, abgerufen am 19. Juni 2017.
20. ↑  Bülent Çiftlik: Ganz unten. Zeit Online GmbH, 30. Mai 2017, abgerufen am 19. Juni 2017.
21. ↑  Bülent Ciftlik muss für zwei Jahre ins Gefängnis. NDR, 19. Juni 2017, abgerufen am 19. Juni 2017.

| Personendaten    | Personendaten                   |
| ---------------- | ------------------------------- |
| NAME             | Çiftlik, Bülent                 |
| KURZBESCHREIBUNG | deutscher Politiker (SPD), MdHB |
| GEBURTSDATUM     | 3. Mai 1972                     |
| GEBURTSORT       | Hamburg                         |